# Триъгълник на Каниша
Триъгълникът на Каниша е оптична илюзия, описана за първи път от италианския психолог Гаетано Каниша през 1955 г. В съпровождащите фигури белият правилен триъгълник се вижда, но всъщност не е нарисуван. Този ефект е познат като субективен или илюзорен контур. Още несъществуващият бял триъгълник се вижда като по-бял от обкръжаващото го пространство, но реално има същата светимост като фона.
Друга контурна илюзия е Илюзията на Еренщайн.